# Косиха (разъезд, Алтайский край)
Косиха — упразднённый в 2010 году разъезд (тип населённого пункта) в Косихинском районе Алтайского края, Россия. Входил в состав Контошинского сельсовета.

## География
Располагался в 3,5 км к северо-западу от села Контошино.

## История
Возник в 1932 году при строительстве участка Алтайская — Бийск Западно-Сибирской железной дороги.
Официально упразднён согласно Закону Алтайского края от 07 октября 2010 года № 80-ЗС.

## Население
Национальный состав
Согласно результатам переписи 2002 года, в национальной структуре населения русские составляли 100 % от 9 чел.
По данным переписи 2010 г. на разъезде отсутствовало постоянное население.